# Stansbury Peninsula
Stansbury Peninsula är en udde i Antarktis. Den ligger i Sydshetlandsöarna. Argentina, Chile och Storbritannien gör anspråk på området.
Terrängen inåt land är platt norrut, men söderut är den kuperad. Havet är nära Stansbury Peninsula norrut. Trakten är glest befolkad. Närmaste befolkade plats är Escudero Station, 4,7 kilometer norr om Stansbury Peninsula. 